# هگزافنیل‌بنزن
هگزافنیل‌بنزن (به انگلیسی: Hexaphenylbenzene) با فرمول شیمیایی C۴۲H۳۰ یک ترکیب شیمیایی با شناسه پاب‌کم ۷۰۴۳۲ است. که جرم مولی آن ۵۳۴٫۶۸۷۶ g/mol می‌باشد. 